# Falsomordellistena alpigena
Falsomordellistena alpigena es una especie de coleóptero de la familia Mordellidae.

## Distribución geográfica
Habita en Honshu (Japón).